# André Kuipers
André Kuipers (Amsterdã, 5 de outubro de 1958) é um médico e o segundo astronauta neerlandês a ir ao espaço depois de seu compatriota Wubbo Ockels.

## Formação profissional
Em 1977, graduou-se pelo Liceu Van der Waals (atualmente Liceu Amstel), em Amsterdão. Doutorou-se em medicina pela Universidade de Amsterdão, em 1987.
Durante seus anos de estudo de medicina, André Kuipers dedicou-se à pesquisa do funcionamento do sistema de equilíbrio vestibular, atividade que retomou mais tarde como oficial da Real Força Aérea dos Países Baixos, onde estudou acidentes e incidentes causados por desorientação espacial em pilotos de aeronaves de alta performance.
De 1989 a 1990 Kuipers esteve envolvido, entre outras coisas, no estudo da Síndrome de adaptação ao espaço, enquanto trabalhava para o Centro Médico Aerospacial dos Países Baixos, em Soesterberg. A partir de 1991, esteve envolvido na preparação, coordenação, coleta de dados e experimentos fisiológicos desenvolvidos pela Agência Espacial Europeia (ESA) para missões espaciais.
Em julho de 1999 Kuipers juntou-se ao Corpo Europeu de Astronautas da ESA, cuja base está localizada em Colônia, Alemanha. Até o início de sua preparação para o voo, esteve ativamente engajado num programa de pesquisa no campo da adaptação fisiológica de humanos à ausência de gravidade.
Em 2002 Kuipers completou seu Programa de Treinamento Básico da ESA, em Colônia, e no Centro de Treinamento Cosmonauta Yuri A. Gagarin (Cidade das Estrelas), próximo de Moscovo. O Treinamento Básico, inclui aulas de ciência e tecnologia, dos sistemas a bordo da Estação Espacial Internacional (ISS), treinamento de sobrevivência no gelo e na água e treinamento em Atividade Extra-Veicular (EVA), ou caminhada espacial.
Em 2012, André Kuipers continua a trabalhar para a ESA no apoio de solo para outros astronautas quando não está no espaço e também dá aulas em meio-período na Universidade Livre de Amsterdão.

## Experiência em voo espacial
Em Dezembro de 2002, Kuipers foi designado como engenheiro de voo para uma missão à ISS a ser realizado em 2004. A bordo da espaçonave Soyuz TMA-4, Gennady Padalka da Rússia, Edward Fincke dos Estados Unidos e Kuipers voaram até a Estação Espacial Internacional em abril de 2004 para a realização de pesquisas na microgravidade. Kuipers voltou à Terra nove dias depois com a oitava tripulação da ISS numa Soyuz TMA-3.
A missão DELTA (acrônimo para Dutch Expedition for Life science, Technology and Atmospheric research - Expedição Neerlandesa para Biologia, Tecnologia e Pesquisa Atmosférica), patrocinada pelo governo neerlandês dentro do quadro de um acordo entre a ESA e a Agência Espacial Federal Russa, teve lugar entre 19-30 de Abril de 2004. A missão tinha três objetivos. Primeiro, a troca da espaçonave Soyuz que serve como um bote salva-vidas para a tripulação da ISS durante seis meses. Segundo, juntamente com Kuipers, a nova tripulação permanente foi levada até a estação, em substituição da anterior, que retornou com ele para a Terra. Em terceiro, ele realizou 21 experimentos nos campos da psicologia humana, biologia, tecnologia e educação.
Em 21 de dezembro de 2011 foi novamente ao espaço na nave Soyuz TMA-03M, junto com os astronautas Donald Pettit e Oleg Kononenko, para nova missão na ISS, como engenheiro de voo da Expedição 30 e da subsequente Expedição 31. Após mais de seis meses participando das duas expedições, Kuipers retornou à Terra com a tripulação da TMA-03, que pousou nas estepes do Cazaquistão às 14:14 (hora local) de 1 de julho de 2012, numa área remota perto da cidade de  Dzhezkazgan. A tripulação, que passou 193 dias no espaço, 191 deles a bordo da ISS, foi recebida pelas equipes de apoio da NASA e da Roskosmos.

## Organizações
Membro da Associação Médica Aeroespacial, da Sociedade Neerlandesa de Medicina Aeronáutica e da Associação Neerlandesa para o Voo Espacial.